# Baby Love (The Supremes)
Baby Love è una canzone del 1964, registrato dalle Supremes per l'etichetta discografica Motown. Scritta e prodotta dal principale team produttivo della Motown, Holland-Dozier-Holland, Baby Love fu il singolo di maggior successo del gruppo, ed è stato classificato alla posizione 324 della classifica stilata da Rolling Stone relativa alle Lista delle 500 migliori canzoni della storia.

## Descrizione
Baby Love rimase alla prima posizione della classifica statunitense Billboard Hot 100 per quattro settimane, dal 25 ottobre 1964 al 21 novembre 1964. Fu il secondo di una serie di singoli delle Supremes a raggiungere consecutivamente la vetta della Billboard Hot 100. Gli altri quattro singoli furono Where Did Our Love Go, Stop! In the Name of Love, Come See About Me e Back in My Arms Again. Il singolo conquistò anche la vetta della classifica britannica Official Singles Chart, dove rimase per due settimane.
Il brano fu presentato durante la trasmissione televisiva Top of the Pops, trasmessa dalla BBC il 15 ottobre 1964.
Cominciando con Baby Love, le Supremes divennero il primo gruppo della Motown ad avere più di un singolo alla posizione numero uno, diventando contemporaneamente il gruppo con il maggior numero di singoli in vetta alle classifiche, un record che le Supremes mantengono ancora, con un totale di dodici singoli al numero uno, davanti a Stevie Wonder, secondo con dieci singoli.
Baby Love fu incluso nel secondo album registrato in studio dal gruppo, Where Did Our Love Go, e fu in seguito inserito nella colonna sonora del film del 1975 Cooley High. Nel 1965 il brano fu nominato ai Grammy Award nella categoria "Miglior disco Rhythm & Blues", premio poi andato a How Glad I Am di Nancy Wilson.

## Cover
Nel corsodegli anni il brano è stato oggetto di diverse cover, fra cui quella di Tim Curry e quella di Kate Nash. Nel 2008, la cantante giapponese Namie Amuro ha utilizzato un campionamento di Baby Love per il brano 60s 70s 80s.

## Tracce
7" Single CBS 1625
1. Baby Love
2. Ask Any Girl

## Classifiche
| Classifica (1964)               | Posizione più alta |
| ------------------------------- | ------------------ |
| U.S. Billboard Hot 100 Chart    | 1                  |
| U.S. Cash Box R&B Singles Chart | 1                  |
| Official Singles Chart          | 1                  |
| Norvegia                        | 5                  |
| Paesi Bassi                     | 7                  |